# Whoops Baghdad
Whoops Baghdad – brytyjski serial komediowy, emitowany premierowo od 25 stycznia do 1 marca 1973 roku na antenie BBC One. Wyprodukowano jedną serię, liczącą sześć półgodzinnych odcinków. Główną gwiazdą serialu był Frankie Howerd. Scenarzystą wiodącym był Sid Colin, jednak scenariusze poszczególnych odcinków powstawały w liczących 2-3 osoby zespołach złożonych z różnych autorów. Producentem i reżyserem był John Howard Davies.

## Fabuła i konwencja
Serial stanowił luźną kontynuację starszego o trzy lata Up Pompeii!, które odniosło duży sukces i uczyniło z Howerda jednego z najpopularniejszych komików telewizyjnych w Wielkiej Brytanii. Akcja została przeniesiona ze starożytnego Rzymu do średniowiecznego Iraku. Nowi byli również wszyscy bohaterowie. Bez zmian pozostała jednak ogólna koncepcja serialu, w ramach której każdy odcinek jest niemal ciągłym występem Frankiego Howerda, przez znaczną część czasu mówiącego wprost do publiczności i podkreślającego umowność całej fabuły poprzez swoje komentarze dotyczące scenariusza, gry innych aktorów, reakcji publiczności itd. Intryga poszczególnych odcinków stanowiła jedynie tło dla osobowości głównego wykonawcy.
Grana przez Howerda postać jest tym razem sługą arabskiego wezyra, który owdowiał i nie może zapanować nad swoimi dwiema córkami, z których jedna jest rozwiązła do granic absurdu, a druga, w równie przerysowany sposób, niewinna i naiwna. Akcja rozgrywa się na dworze kalifa w Bagdadzie, którego wezyr jest najważniejszym urzędnikiem. Podobnie jak w Up Pompeii, postać Howerda jest raczej tchórzliwa i służalcza, stąd jest łatwo wykorzystywana przez innych bohaterów w ich rozmaitych planach.

## Główna obsada
- Frankie Howerd jako Ali Oopla, sługa wezyra
- Derek Francis jako wezyr
- Anna Brett jako Boobiana, córka wezyra
- Hilary Pritchard jako Saccharine, córka wezyra
- Larry Martyn jako żebrak Derti Dhot

## Odcinki
| 1 | 1 | The Wazir Takes A Wife | John Howard Davies | Sid Colin, Davic McKellar, David Nobbs                | 25 stycznia 1973 |
| Ali Oopla otrzymuje zadanie znalezienia odpowiedniej kandydatki na nową żonę dla swego pana, wezyra Bagdadu. |   |                        |                    |                                                       |                  |
| 2 | 2 | Festival Of Magic      | John Howard Davies | Peter Vincent, Bob Hedley                             | 1 lutego 1973    |
| W Bagdadzie odbywa się festiwal magii, do miasta przybywają najpotężniejsi czarodzieje i czarnoksiężnicy świata arabskiego. Ali szybko wplątuje się w związane z tym kłopoty.                                                                    |   |                        |                    |                                                       |                  |
| 3 | 3 | Genie Of The Bottle    | John Howard Davies | Sid Colin, Maurice Sellar, Roy Tuvey                  | 8 lutego 1973    |
| Korzystając z dopuszczalnego w islamie wielożeństwa, wezyr chce wydać obie swoje młodziutkie córki za tego samego mężczyznę - mocno starszego już sułtana, uchodzącego za największego bogacza na świecie. Starzec żąda jednak pokaźnego posagu. |   |                        |                    |                                                       |                  |
| 4 | 4 | A Cargo Of Crumpet     | John Howard Davies | Maurice Sellar, Roy Tuvey                             | 15 lutego 1973   |
| Ali udaje się na targ niewolników, gdzie podczas aukcji ma kupić młodą dziewczynę, którą wezyr chce podarować kalifowi. Nie jest jednak łatwo wylicytować kobietę godną władcy.                                                                  |   |                        |                    |                                                       |                  |
| 5 | 5 | Ali And The Thieves    | John Howard Davies | Sid Collin, David McKellar, Maurice Sellar, Roy Tuvey | 22 lutego 1973   |
| Wezyr zostaje porwany dla okupu, zaś jego wierny sługa Ali zostaje zmuszony, by ruszyć mu z pomocą. |   |                        |                    |                                                       |                  |
| 6 | 6 | Saved From The Harem   | John Howard Davies | Sid Collin                                            | 1 marca 1973     |
| Kalif życzy sobie, aby Saccharine, niewinna i naiwna córka wezyra, dołączyła do jego haremu. Aby do tego nie dopuścić, dziewczyna musi zostać jak najszybciej wydana za mąż.                                                                     |   |                        |                    |                                                       |                  |